# Кокель, Алексей Афанасьевич
Алексе́й Афана́сьевич Кокель (1 [13] марта 1880, Тарханы, Симбирская губерния — 4 февраля 1956, Харьков) — российский и советский художник, профессор (1939).
Преподавал в Харьковском художественном училище (1916—1921) и Харьковском художественном институте (1921—1936), среди его учеников — Борис Косарев, М. Дерегус, Виктор Савин, В. Сизиков, Л. Шматько, В. Яценко, Л. Чернов, Е. Светличный, Лев Каплан.

## Биография
Родился в селе Тарханы Буинского уезда Симбирской губернии, в многодетной чувашской семье. Кокель Алексей — один из первых чувашей с художественным академическим образованием. Брат — Герман (Кокель) (Григорий Афанасьевич) — епископ Благовещенский, Священномученик.
В 1902—1903 гг. обучался в Нормальной рисовальной школе при Педагогических курсах при Императорской Академии художеств в Санкт-Петербурге. В 1904 году поступил в Высшее художественное училище при Императорской Академии художеств; учился у В. Е. Савинского, Я. Ф. Ционглинского, Г. Р. Залемана, с 1907 года — в мастерской И. Е. Репина и Д. Н. Кардовского. В 1905 году сменил фамилию Афанасьев на Кокель: «Считаю должным заявить канцелярии, что моя настоящая фамилия Кокель, а не Афанасьев, как я записан во всех бумагах Академии, и потому прошу переменить её на Кокель».
За конкурсную (дипломную) картину «В чайной» (1912) был удостоен звания художника и поездки в Италию.
С 1916 г. А. А. Кокель жил и работал в Харькове, на Украине, принимал участие в становлении художественных объединений и развитии системы художественного образования.
В годы Великой Отечественной войны и немецкой оккупации Кокель с супругой оставался в Харькове. Об обстоятельствах жизни в этом периоде известно лишь со слов супруги и краткой автобиографической справки, составленной в 1940-х гг. После войны продолжал работать как художник и преподаватель Харьковского художественного института. Умер и похоронен А. А. Кокель в Харькове.

## Высказывания о художнике
В изобразительных приёмах Кокеля нет символа, аллегории или иносказания (художник и не любил ими пользоваться).

## Творчество
В годы учёбы в Академии художеств Кокелю довелось быть учеником выдающихся мастеров изобразительного искусства, которые поощряли стилевые поиски и разнообразие. Многочисленные учебные рисунки и живописные штудии, написанные в стиле фовизма и пуантилизма, свидетельствуют о яркой индивидуальности и довольно высоком мастерстве молодого художника. В то же время Алексей Кокель продолжал интересоваться родной культурой. В 1906 г. им был написан портрет младшей сестры Пелагеи в традиционном чувашском костюме и девичьем головным уборе (т. н. «Портрет чувашской женщины», ЧГХМ).
В 1910 г. Кокель под фамилией Афанасьев и Афанасьев-Кокель был участником двух выставок творческого объединения «Союз молодежи».
Конкурсная работа А. А. Кокеля «В чайной», написанная в реалистической манере и имеющая социальное звучание, раскрывала проблемы повседневного существования различных слоев городского общества. Она получила доброжелательные отзывы критиков, экспонировалась в 1913 г. на XI-й Международной выставке «Сецессион» в Мюнхене («Im Teehause», кат. № 1626).
В украинском периоде творчества Кокель являлся членом Общества харьковских художников (1916—1920), Ассоциации художников Красной Украины (1925—1935), Союза художников Украины. К 1920-м гг. относятся такие значительные живописные произведения, как «Единоличница» и «Селянин», выделяющиеся из общего ряда своеобразной художественной манерой и острой характеристикой образов (ныне в собрании ЧГХМ).
В 1935 г. Кокель приезжал в Чувашию, экспонировал на художественной выставке, посвященной 15-летию образования республики, одно из лучших своих произведений — жанровую картину «Ликбез».

## Творческое наследие
После кончины художника его творческое наследие течение многих лет сохранялось вдовой, Анной Афанасьевной Кокель.
Произведения А. А. Кокеля хранятся в музейных собраниях Киева, Харькова, Донецка. Значительная коллекция его графики и живописи, включая работы академического периода, находится в Чувашском государственном художественном музее. В постоянной музейной экспозиции музея с 2009 г. выделен особый зал с живописными произведениями А. А. Кокеля.

## Память
На родине А. А. Кокеля в с. Тарханы (Батыревский район, Чувашия) в начале 1980-х были открыт небольшой музей и детская художественная школа. Ныне действует музей-усадьба, где хранится часть архива и подлинные вещи художника, полученные в дар от его вдовы. В год 125-летия со дня рождения А. А. Кокеля была открыта мемориальная доска. Его именем названы улицы в с. Тарханы и Чебоксарах.
По инициативе Министерства культуры Чувашской Республики памятная доска с текстом на чувашском и украинском языках была установлена и в Харькове на доме, где жил и творил художник.
Начиная с 2007 года ежегодно в с. Тарханы проводится международный Кокелевский пленэр (его инициатором и координатором является В. А. Васильев, профессор ЧГУ им. И. Н. Ульянова), при активном содействии местной администрации, Союза художников Чувашии, Харьковской организации Национального Союза художников Украины, Чувашского государственного художественного музея.
Произведения с итоговых выставок Кокелевского пленэра явились основой для открытия Художественного музея имени А. А. Кокеля в Чувашском государственном университете имени И. Н. Ульянова (2009).
В 2012 г. проект «Международная творческо-экспериментальная мастерская „Тарханы-Чугуев — территория искусства и дружбы: Традиции и современность“» (российско-украинский международный пленэр в с. Тарханы Батыревского района Чувашской Республики) получил финансовую поддержку в рамках федеральной целевой программы «Культура России (2012—2018 годы)».
Ещё 13 июня 2017 года в Чувашском Государственном Институте Гуманитарных Наук состоялось заседание круглого стола «Проблемы изучения чувашского искусства» обсуждение книги В.А. Васильева «Алексей Афанасьевич Кокель». Чебоксары, 2009. Работа В. А. Васильева вызвала неоднозначные отзывы.
В Чувашском государственном институте гуманитарных наук (ЧГИГН) состоялась презентация новой книги кандидата исторических наук Валерия Макаревского «Алексей Кокель в паутине историографического мифа». Чебоксары: ЧГИГН, науч. ред. А. И. Мордвинова, 2022. — 160 с., ил. Тираж 100 экз. Книга В. И. Макаревского представляет результат многолетнего труда ученого по изучению архивных материалов и литературы о художнике А. А. Кокеле. Он открывает новые страницы его жизни и творчества с точки зрения исторической правды, на сегодняшний день сильно искаженной.
На сайте администрации Батыревского района XV КОКЕЛЕВСКИЙ МЕЖДУНАРОДНЫЙ ПЛЕНЭР «А. А. КОКЕЛЬ И ВЕК XXI» отмечено: «...А. А. Кокель находился у истоков русского авангарда. Видный исследователь и эксперт живописи русского авангарда А. Д. Сарабьянов отмечает, что Кокель в русском авангарде явление уникальное!..»
Но слова  известного профессора Сарабьянова звучат иначе:
«... А. Кокель искал в авангарде что-то свое и не нашел — и стал соцреалистом по призванию. Но нам интересен ранний период его творчества. И то, что перейти к соцреализму его заставили не социальные условия, а собственные творческие поиски, делает его случай уникальным. Поскольку обычно художники уходили от авангарда, чтобы вписаться в атмосферу жизни 1930-х годов. Тот же Малевич в конце жизни стал писать реалистические портреты, но у него из этого ничего не получалось — все равно его уводило в супрематические сферы...», отметил . Сарабьянов

## Основные произведения
- «Портрет чувашской женщины» (1906)[12]
- «Уральские заводы» (1908)
- «В чайной» (1912)[12]
- «Итальянцы» (1913)[12]
- «Семейный портрет» (1914)
- «Из чувашской сюиты» (1919)
- «Извозчик» (1919)[12]
- «Венчание. Чуваши» (1920)
- «Старый рабочий» (1927)
- «На посту» (1927)
- «Награждение ударницы» (1930)
- «Колхозный базар» (1934)
- «Ликбез» (1935)[13]
- «На соляных промыслах» (1936)
- «Зима» (1943)
- «Донец» (1955).